# Calyptrobothrium riggi
Calyptrobothrium riggi är en plattmaskart som beskrevs av Francesco Saverio Monticelli 1893. Calyptrobothrium riggi ingår i släktet Calyptrobothrium och familjen Phyllobothriidae. Inga underarter finns listade i Catalogue of Life.